# Вайтстоун-Логгінг-Кемп (Аляска)
Вайтстоун-Логгінг-Кемп (англ. Whitestone Logging Camp) — переписна місцевість (CDP) в США, в окрузі Гуна-Ангун штату Аляска. Населення — 2 особи (2020).

## Географія
Вайтстоун-Логгінг-Кемп розташований за координатами 58°3′55″ пн. ш. 135°25′14″ зх. д. / 58.06528° пн. ш. 135.42056° зх. д. (58.065380, -135.420477).  За даними Бюро перепису населення США в 2010 році переписна місцевість мала площу 28,39 км², уся площа — суходіл.

## Демографія
Згідно з переписом 2010 року, у переписній місцевості мешкало 17 осіб у 8 домогосподарствах у складі 4 родин. Густота населення становила 1 особа/км².  Було 18 помешкань (1/км²).
Расовий склад населення:
| - 52,9 % — корінних американців - 29,4 % — білих |

До двох чи більше рас належало 17,6 %. Частка іспаномовних становила 5,9 % від усіх жителів.
За віковим діапазоном населення розподілялося таким чином: 29,4 % — особи молодші 18 років, 58,8 % — особи у віці 18—64 років, 11,8 % — особи у віці 65 років та старші. Медіана віку мешканця становила 30,3 року. На 100 осіб жіночої статі у переписній місцевості припадало 112,5 чоловіків;  на 100 жінок у віці від 18 років та старших — 71,4 чоловіків також старших 18 років.
Цивільне працевлаштоване населення становило 0 осіб. 